# Болтонский университет
Болтонский университет (англ. University of Bolton; ранее известен как Болтонский институт высшего образования, Болтонский технологический институт или просто Болтонский институт) — государственный университет в городе Болтон, Большой Манчестер, Англия. В нём обучается около 6000 студентов и работают 700 преподавателей. Около 70% его студентов приезжают из Болтона и Северо-Западного региона.
Университет является членом таких академических объединений, как North West Universities Association, Universities UK и Million+.
Согласно рейтингу The Guardian 2021 года, Болтонский университет входит в 50 лучших университетов Соединённого Королевства, и в пятёрку лучших по уровню удовлетворённости студентов организацией процесса обучения.

## История

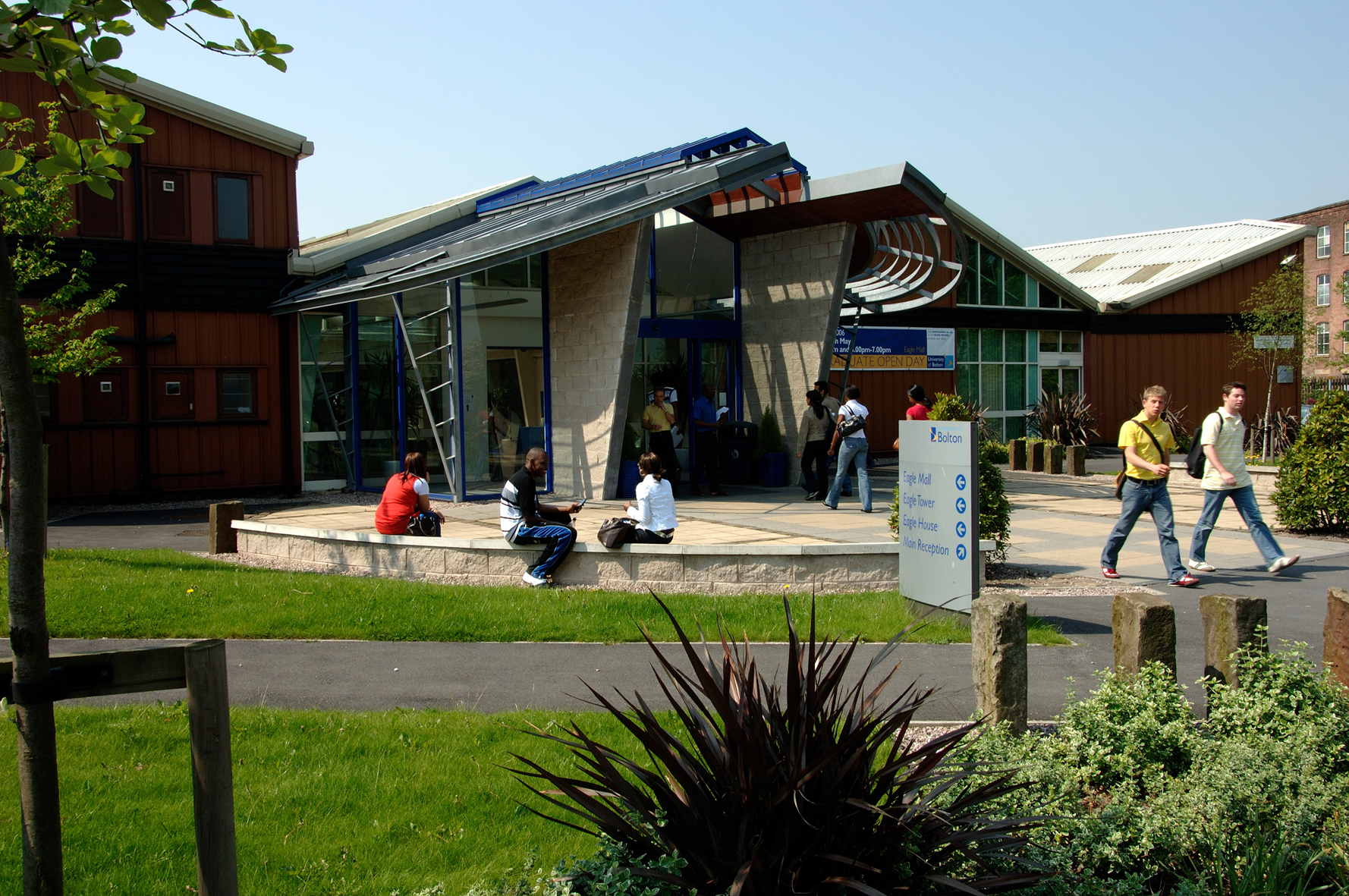
Здание канцлера

История Болтонского университета восходит к 1824 году, когда был основан Болтонский институт механики. В 1887 году комитет Института механики пришёл к мнению о том, что городские ученики нуждаются в техническом обучении для освоения новых инженерных технологий. Это привело к созданию новой технической школы, в которой количество студентов увеличилось до более чем 1 500 человек.
В 1926 году Болтонская техническая школа стала колледжем. Пятнадцать лет спустя было открыто новое здание, введены новые курсы обучения, а наиболее популярным из ни стало инженерное дело. В 1964 году Болтонский технический колледж и Болтонский технологический институт были разделены на две отдельные организации. А. Дж. Дженкинсон был директором Технического колледжа, Болтонского технико-педагогического колледжа, а затем стал и первым директором Болтонского технологического института.
Болтонский институт высшего образования был образован в 1982 году в результате слияния Болтонского технологического института и Болтонского технико-педагогического колледжа. Первым директором Болтонского института высшего образования был Джон Маккензи, которого на этом посту позднее сменил Боб Окстоби. Он же решил добиваться присуждения учебному заведению статуса университета.
Проект расширения кампуса стартовал в 1991 году с покупки бывшей фабрики Eagle и обошёлся институт в 8,3 млн фунтов. Институт Болтона получил право присуждать научные степени в 1992 году, а в 1996 году здесь стали готовить и докторов наук. В 1998 году Молли Темпл стала третьим директором и успешно привела учреждение к получению статуса университета в 2004 году.